# Puntius ticto
Puntius ticto es una especie de peces de la familia de los Cyprinidae en el orden de los Cypriniformes.

## Morfología
Los machos pueden llegar alcanzar los 10 cm de longitud total.

## Hábitat
Es un pez de agua dulce.

## Distribución geográfica
Se encuentra en el Pakistán, India, Nepal, Sri Lanka, Bangladés, Birmania y Tailandia (cuencas de los ríos Mekong, Saleen, Irrawaddy, Meklong y Chao Phraya ).